# 稲永疑獄
稲永疑獄（いなえいぎごく）は大正時代の名古屋における遊郭移転に関する疑獄事件。

## 概要
1911年（明治44年）、名古屋大須に所在していた旭廓の移転先を調査する段階で、稲永新田移転を渡辺甚吉が当時の深野一三愛知県知事に請託した。稲永新田には1912年（明治45年）に熱田伝馬町から移転した遊郭が成立しており、そのさらに外側に旭廓を移転させようとしたのである。渡辺は稲永新田の大規模土地所有者であり、移転の報酬として予定地を格安で譲り受ける約束をした。

### 時系列
- 1912年（大正元年）
  - 8月2日 - 渡辺甚吉が名古屋土地株式会社に対して、稲永新田地内15,000坪を22万5千円で売却[3]。これは1坪当たり15円の割引をしていた[3]。この時は手付金として10万円が渡辺に渡っていた[3]。この契約には名古屋土地の取締役でもあった兼松煕が関わっており、兼松は名古屋土地に対し、既に熱田遊郭が移転していた稲永遊郭南西の鉤型の土地1万5千坪が更に遊郭として指定されるという「秘密地図」を深野から受け取っているとし、土地購入を決定させたという[3]。名古屋土地が測量したところ、受け取った土地が契約より8千坪も多い2万3千坪であったことが判明したため、土地に対する疑惑を深めたという[3]。
  - 9月23日 - 台風被害により稲永新田が壊滅し、名古屋土地所有地の価値が暴落[3]。
- 1913年（大正2年）
  - 8月22日 - 名古屋地方裁判所検事小幡豊治が別件の聞き取りで尾三農工銀行頭取伊藤義平を訪ねた際、たまたま稲永遊郭の指定に関する問題を聞き及ぶ[3]。
  - 8月23日午後5時 - 小幡および川淵検事は津島警察署を訪ね、稲永遊郭一帯の土地管理を渡辺甚吉より任されていた海部郡富田村在住の岡田初之助と岡田勝將親子を同署に呼び出し、深夜にまで及ぶ取り調べを行う[3]。検事らは眞野屋旅館に投宿[3]。
  - 8月25日 - 渡辺甚吉を検事局に呼び出し、27日までの3日に及ぶ取り調べを実施する[3]。同日、小幡検事により疑獄事件に関する記事の掲載差し止め命令が新聞各紙に対して出される[3]。
  - 8月28日午前7時 - 渡辺甚吉を詐欺罪の疑いで逮捕[3]。即日名古屋監獄に収監される[3]。
  - 8月29日午前9時 - 判事・検事ら総勢17名が奥田正香邸を家宅捜索し、日誌・出納帳等を押収[3]。また、同日加藤重三郎および兼松煕も家宅捜索を受ける[3]。この日の家宅捜索の結果、兼松の令状が執行され、名古屋監獄に収監[3]。
  - 9月13日 - 安東敏之を収監[3]。
  - 9月14日午後9時 - 加藤重三郎を収監[3]。
  - 10月8日午後4時 - 松宮予審判事・小幡検事・村井検事らが深野一三宅を家宅捜索[3]。ただしこの日深野は不在で、東京にいた[3]。同時に涜職罪の起訴手続きをすすめる[3]。
  - 10月10日
    - 午前3時25分 - 下り急行列車により深野が帰名[3]。
    - 午前9時 - 深野が名古屋地方裁判所に召喚され取り調べを受けるが、同10時には令状が執行され、その後名古屋監獄に収監[3]。
    - 午前10時 - 疑獄事件に関する記事掲載差し止め命令が解除される[3]。

  - 11月27日 - この日の『新愛知』によれば、名港土地会社が稲永新田の土地5千坪を遊郭指定地となるとして、名古屋土地より坪17円で購入しており、名古屋土地の裁判の進展によっては契約自体に誤謬があったとして何らかの手段を講じる検討をしているとする[4]。
  - 11月30日午前9時 - 公判が名古屋地方裁判所刑事部第1号法廷において行われる[5]。混乱防止のため傍聴券250枚が配布されるはずであったが、司法関係者が多数傍聴を求めたことで一般傍聴希望者の傍聴券が150人分しか残らなかったため、裁判公開の原則に反するとして、希望者が自由に傍聴できることとした[5]。公判は、裁判長に平岩判事、陪席として高井判事・山の内判事、深野の弁護士として花井卓蔵・卜部喜太郎・井本常治、加藤の弁護士として井本常治・大岩勇夫・藍川清成・森田資之・有賀武雄・高田級一郎・藤田鉞太郎・細江守均、安東の弁護士として花井卓蔵・有賀武雄・浅野三秋・加藤政江・大岩勇夫・山口房五郎・高田級一郎、渡辺の弁護士として下粂勇三郎・横山礦太郎・田中眞民・花井卓蔵・大喜多寅之助、兼松の弁護士として鵜澤總明・鳩山一郎・阪野憲治・井上孫太郎、岡田初之助の弁護士として花井卓蔵・横山礦太郎がそれぞれつくという陣容となった[5]。

## 事件の背景
市街地にある遊郭は風紀上問題があるとして明治中頃から度々議会で話題となっており、1892年（明治25年）には愛知県会において、愛知県内の遊郭を風紀上好ましい地域へと移転することが決定された。にもかかわらず長期間に渡って問題が放置されたため、1909年（明治36年）の愛知県会では安藤一之助らにより、「遊郭移転ノ建議」が可決されている。対応に迫られた深野県知事は1909年（明治42年）3月に至って県令第28号を出し、1914年（明治45年）までに名古屋市熱田伝馬町での貸座敷営業を廃止することを決めた。1913年（明治44年）より、旭遊郭の移転地の候補先の検討が開始され始め、1914年（明治45年）には、名古屋市中区の貸座敷営業は、4年後に営業を停止し、全て名古屋市南区稲永に移転することを通達した｡

## 裁判

### 一審
1913年（大正2年）に名古屋地方裁判所で開廷し、12月に結審した。判決は兼松煕に懲役1年6か月、加藤重三郎および安東敏之に懲役1年2か月、深野一三には懲役1年、渡辺甚吉に懲役1年執行猶予3年の判決が下されたが、控訴した。

### 控訴審
名古屋控訴院にて行われた。1914年（大正3年）6月に証拠不十分として無罪判決が下された。この裁判における焦点は渡辺が稲永遊郭移転が成功した際に報酬を与えることを約束していたかであったか、深野がその条件で命令を出したのかにあったが、それを裏付ける決定的な証拠がなかった。